# Tapalapa
Tapalapa è un comune del Messico, situato nello stato di Chiapas.